# Monte Urano
Monte Urano är en ort och kommun i provinsen Fermo i regionen Marche i Italien. Kommunen hade 8 118 invånare (2018).